# Manuel Lujan, Jr.
Pour les articles homonymes, voir Lujan (homonymie).
Manuel Lujan, Jr., né le 12 mai 1928 à Pueblo San Ildefonso (Nouveau-Mexique) et mort le 26 avril 2019 à Albuquerque (Nouveau-Mexique), est un homme politique américain. 
Membre du Parti républicain, il est représentant du Nouveau-Mexique entre 1969 et 1989 puis secrétaire à l'Intérieur entre 1989 et 1993 sous l'administration du président George H. W. Bush.